# 安培林合夥公司
安培林合夥公司（Amblin Partners, LLC.）是美國的一家娛樂企業。該公司是夢工廠的後繼者，領導者是史蒂芬·史匹柏。旗下的電影部門是安培林娛樂和夢工廠。2021年，安培林宣布和網飛延長製作契約。

## 外部連結
- 官方网站